# Kaszaper
Kaszaper es un pueblo ubicado en el distrito de Mezőkovácsháza, condado de Békés, Hungría.

## Superficie
Posee una superficie de 33,57 kilómetros cuadrados.

## Demografía
Hasta 2022 la población era de 1662 habitantes, con una densidad de población de 49,51 habitantes por kilómetro cuadrado.